# تدبير الألم عند الأطفال
يشمل تدبير الألم عند الأطفال (بالإنجليزية: Pain management in children)‏ تقييم الألم وعلاجه عند الرضع والأطفال.

## أنواع الألم

### الألم الحاد
يستمر الألم الحاد بين بضعة أيام إلى عدة أسابيع، ويتميز بوجود سبب واضح للألم عادة، وتستخدم الأدوية وبعض الطرق غير الدوائية لتدبيره. يمكن للألم الحاد عند الأطفال أن يؤثر على الحالة العامة للطفل أو يؤخر الشفاء، فمثلًا يسبب الألم قلاءً تنفسيًا ونقص أكسجة وتجمع سوائل في الرئتين عند الطفل لأنه يحرض التنفس السريع، يمكن أن يسبب الألم أيضًا زيادة في ضغط الدم ومعدل ضربات القلب وهو الأمر الذي يجهد القلب، ويحرض على زيادة إفراز مضادات الالتهاب التي تضعف مناعة الجسم وتقلل معدل الاستقلاب، وللألم الحاد أيضًا تأثيرات جانبية بولية وهضمية عديدة.
يسبب عدم علاج الألم الحاد عند الأطفال بشكل جيد عواقب نفسية واجتماعية منها: عدم الاهتمام بالطعام واللامبالاة واضطرابات النوم والقلق والخوف واليأس والعجز أحيانًا، وتشمل العواقب الأخرى الإقامة لفترات طويلة في المستشفى مع مايرافقها من مخاطر.

### الألم العصبي
ترتبط الآلام العصبية بأذيات الأعصاب أو الدماغ أو النخاع الشوكي، وعلى الرغم من أن الألم الناتج عن الاعتلالات العصبية غير شائع نسبيًا عند الأطفال مقارنة بالبالغين، إلا أن الوعي حول هذه الحالات آخذ في الازدياد، تشمل أسباب الألم العصبي عند الأطفال: العمليات الجراحية خصوصًا بتر الأطراف، أمراض المناعة الذاتية، اعتلال الأعصاب، أمراض النخاع الشوكي، وأهم الأعراض التي تشير له: حس الوخز والتنميل الذي قد يكون متقطعًا أو مستمرًا، ويزداد غالبًا في المساء.
يُقسم الألم العصبي إلى محيطي ومركزي، يشير الألم العصبي المحيطي إلى اضطراب في وظيفة الأعصاب المحيطية، بينما يشير الألم العصبي المركزي إلى خلل في الجهاز العصبي المركزي والذي يشمل الدماغ والنخاع الشوكي.
يستخدم الأطباء مضادات الاختلاج مثل الغابابنتين والبروغابالين لعلاج الألم العصبي عند الأطفال على الرغم من عدم ترخيصها من قبل هيئة الغذاء والدواء الأمريكية حتى الآن، من الخيارات الأخرى مثبطات إعادة امتصاص السيروتونين، إذ أن بعض الدراسات السريرية أثبتت فعاليتها عند الأطفال المصابين بالاكتئاب خصوصًا.

### ألم السرطان
يحدث ألم السرطان لدى الأطفال بسبب الورم الخبيث نفسه أو بسبب الآثار الجانبية للعلاج. يمكن أن تسبب الأورام الخبيثة الألم بطريقتين: ضغط الورم على الأعضاء المجاورة له عندما يزداد حجمه أو عن طريق تأثيره على وظائف الجسم الطبيعية، كما أنَّ العلاجات المختلفة للسرطان مثل الجراحة والأدوية يمكن أن تسبب أحيانًا آلامًا شديدة للمريض. إذا ترك الألم عند مريض السرطان دون علاج يمكن أن يؤدي لنتائج خطيرة كتثبيط المناعة واضطرابات النوم والاكتئاب. يشرف فريق متكامل من الاختصاصيين على تدبير ألم السرطان عند الأطفال، ويشار إليهم عادةً على أنهم فريق الرعاية التلطيفية للمريض، يشمل هذا الفريق أطباء الأورام وأطباء التخدير وأطباء الأعصاب والجراحين والأطباء النفسيين والصيادلة، يمكن للمستشفيات أيضًا استخدام أخصائيين في الموسيقى والطب البديل كالإبر الصينية والتدليك والتنويم المغناطيسي.
يحدد علاج ألم السرطان عند الأطفال اعتمادًا على عمر الطفل ونوع العلاج الذي يتلقاه والآثار الجانبية المحتملة، والهدف من ذلك كله هو تحقيق سيطرة كافية على الألم ومنع تطوره، تستخدم الأدوية مثل مضادات الالتهاب غير الستيرويدية والأسيتامينوفين والمواد الأفيونية لتدبير الألم، ويمكن كذلك استخدام طرق غير دوائية متنوعة.

### الألم المزمن
يستمر الألم المزمن لفترات طويلة، وتتراوح شدته من خفيف إلى شديد جدًا، ويؤثر على أنشطة الحياة اليومية، يعبر الطفل عن الألم الزمن بأشكال مختلفة كالصداع أو الألم البطني أو ألم الظهر أو مزيج من هذه الأعراض كلها، وقد يترافق في نفس الوقت مع نوبات الألم الحاد، يمكن أن يسبب الألم المزمن اضطرابات نفسية للأطفال، ويحتاج تدبيره لاهتمام كبير وتكاليف مادية كبيرة.

## التشخيص
يعتمد تقييم الألم عند الأطفال على عمر الطفل وتطوره الجسدي والعقلي، ولذلك يقسم الأطباء تشخيص الألم عند الأطفال وفق المراحل العمرية التالية:

### المواليد الصغار
- إغلاق العيون بإحكام
- فتح الفم بشكل يشبه المربع بدلًا من الشكل الدائري أو البيضاوي
- تقطيب الحواجب وخفضها
- البكاء بصوت مرتفع
- زيادة معدل نبضات القلب حتى أثناء النوم

### الرضع
- البكاء بصوت مرتفع
- تعبيرات الوجه توحي بالألم
- الأطفال الصغار
- التعبير عن الألم لفظيًا
- سحب الأطراف
- البكاء بصوت مرتفع أو الصراخ
- التشبث بالأم أو الأشخاص المقربين

## العلاج

### الطرق غير الدوائية
هناك العديد من الخيارات غير الدوائية التي يجب أخذها بعين الاعتبار اعتمادًا على عمر الطفل، فمثلًا تشمل الطرق غير الدوائية لتدبير الانزعاج المرافق للتطعيم: تهدئة الطفل أثناء وبعد الحقن والعناق والسماح للطفل باختيار موقع الحقن، ومن العلاجات الأخرى غير الدوائية التي أثبتت فعاليتها:
- شرح التداخل الطبي المُزمع إجراؤه باستخدام الصور أو غيرها
- السماح للطفل بطرح الأسئلة على الطاقم الطبي
- التجول في المكان الذي ستحدث فيه الإجراءات
- السماح للأطفال الصغار باللعب بالدمى أو الألعاب الأخرى مع الطبيب
- السماح للأطفال الأكبر سنًا بمشاهدة مقطع فيديو يشرح الإجراء الطبي
- توفير إلهاء مناسب أثناء إجراء التداخل الطبي
- استخدام تقنيات الاسترخاء مثل التنفس العميق أو التدليك
- تبين كذلك أن الرضاعة الطبيعية أثناء الإجراءات المؤلمة تساعد في السيطرة على الألم وتخفيفه، وللحليب الصناعي أو الماء المُحلى تأثير مماثل، أما بالنسبة للأطفال والمراهقين الذين يعانون من آلام مزمنة للألم فقد ثبت أن التدريب على الاسترخاء والعلاج السلوكي المعرفي والوخز بالإبر الصينية كلها علاجات فعالة في السيطرة على الألم.[8]

### العلاج الدوائي
غالبًا ما يعالج الألم الحاد والألم المزمن والألم العصبي عند الأطفال بالأدوية، معظم هذه الأدوية مسكنات وتشمل الأسيتامينوفين ومضادات الالتهاب غير الستيروئيدية والمخدرات الموضعية وبعض المسكنات الأفيونية، ويبدو أن الطريقة الأكثر فعالية لتدبير الألم عند الأطفال هي توفير التحكم بالألم على مدار الساعة بدلًا من تخفيف الألم عند الحاجة، ومن المهم توخي الحذر عند إعطاء المواد الأفيونية للرضع والأطفال الصغار، لأنَّ هناك خطرًا أكبر لحدوث انقطاع النفس ونقص الأكسجة لديهم بسبب انخفاض الاستجابة التنفسية لديهم.
توصي منظمة الصحة العالمية باستخدام طريقة من خطوتين لتدبير الألم المزمن عند الأطفال اعتمادًا على مستوى الألم لديهم. تشرح الخطوة الأولى طرق علاج الألم الخفيف، وتوضح الخطوة الثانية طرق علاج الآلام المتوسطة والشديدة. تعتبر الأفيونيات مثل المورفين هي الدواء المفضل لعلاج الألم الشديد عند الأطفال المصابين بأمراض طبية معينة. في حين ينصح بأن يقارب الألم الحاد بداية بالمسكنات غير الأفيونية مثل الأسيتامينوفين ومضادات الالتهاب غير الستيروئيدية، ويقتصر استخدام الأفيونات على الآلام الشديدة.